# Eustaciano Arias
Eustaciano Arias, destacado deportista panameño de la especialidad de halterofilia quien fue campeón de Centroamérica y del Caribe en Mayagüez 2010.

## Trayectoria
La trayectoria deportiva de Eustaciano Arias se identifica por su participación en los siguientes eventos nacionales e internacionales:

### Juegos Centroamericanos y del Caribe
Fue reconocido su triunfo de ser el segundo deportista con el mayor número de medallas de la selección de  Panamá 
en los juegos de Mayagüez 2010.

#### Juegos Centroamericanos y del Caribe de Mayagüez 2010
Su desempeño en la vigésima primera edición de los juegos, se identificó por ser el cuadringentésimo decimosexto deportista con el mayor número de medallas entre todos los participantes del evento, con un total de 3 medallas:

- , Medalla de bronce: 85 kg
- , Medalla de bronce: 85 kg Arrancada
- , Medalla de bronce: 85 kg Envión